# 同窓会〜ラブ・アゲイン症候群
『同窓会〜ラブ・アゲイン症候群』（どうそうかい ラブ・アゲインしょうこうぐん）は、2010年4月22日から6月17日まで毎週木曜日21:00 - 21:54に、テレビ朝日系「木曜ドラマ」枠で放送された日本のテレビドラマ。主演は黒木瞳、高橋克典、斉藤由貴、三上博史。キャッチコピーは「恋で人生捨てられますか。」
このドラマのリメイク版が2012年4月から韓国のJTBCで放送された。

## 登場人物

### 宮沢家
宮沢朋美〈45〉
演 - 黒木瞳（15歳：篠原愛実）
牧ノ台中学校の卒業生。主婦。夫が損害保険の会社に勤めていたが、リストラされ、なおかつ仕事を探そうとしないため、夫と2人の子供を養うために光和大学付属病院の社員食堂でパートとして働いている。高級住宅街に立派なマイホームを持っていたが、仕事を探さない夫のせいでローンが払えなくなり、同窓会当日、古い賃貸マンションへ引越した。同窓会では、どれだけ出世したか、どれだけ幸せな結婚をしたかが問われるので、最初は行くのを拒んでいたが、ふとした気の迷いから出席してしまい、そこで30年振りに再会した杉山と再び恋に落ちていく事となる。その過程で家庭では徐々に孤立していく事になり、娘の彩とは一度杉山とは会わないと約束したが、偶然とはいえ、調度捜査のため出向いていた杉山と再会し、その事が原因で杉山が追っていた犯人に負傷させられ、警察で事情聴取を受けた事がきっかけで、家庭から完全に孤立してしまう。その後、杉山が入院する病院へ向かい、そのまま駆け落ちする形を取った。しばらくは遠出した先の宿泊施設で過ごしていたが、大久保が倒れた事や家族に全てを話して打ち明ける決心をお互いにして東京に戻り、大久保の見舞いに行った後自宅に戻る。最終的には夫、誠一郎に絶対に離婚しない代わりに好きなだけ会えば良いと半ば諦め気味で杉山と会う事を容認された。大久保の死後は互いの家族が許してくれたら大久保の葬儀が行われた日に毎年会う事を杉山と約束し、一度杉山と別れた。
中学時代は応援部でチアリーダーをしていたため、男子に人気だった。杉山とは相思相愛だったが、お互い恋愛に不器用なため、思いを告げあっただけだった。
宮沢誠一郎〈48〉
演 - 吹越満
朋美の夫。外資系の損害保険会社に勤務していたが、リストラに遭ってしまい、現在は無職。再就職先が見つからない焦りと苛立ちを覚えてはいるが、プライドが高いゆえになかなか見つけることができず、一日中、家にいる日々。そのことで朋美に辛く当たる事が増えてきている。
朋美が自分とは別の男と恋が芽生えている事に気付き、日に日に負の感情が大きくなっていく。その過程で杉山の妻である佳菜子と知り合い、お互いが会うことを止めて貰うよう頼み込んだが、最後は半ば諦め気味で絶対に離婚しない代わりに杉山と付き合うことを容認した。
宮沢彩
演 - 大平うみ
朋美の長女で、中学三年生。同窓会出席後の母の変化にいち早く気付き、不倫の疑惑を抱く。その過程で杉山の息子、大地とひょんな事から知り合う事になり、互いの親の不倫疑惑を共に確かめ始めていく。朋美の不倫に嫌悪して一度は拒絶と反発の意思を向けたが、最終的には完全に許したわけではないものの、朋美が杉山を好きになった気持ちを多少は理解を示した。
宮沢達也
演 - 嘉数一星
朋美の長男で、小学五年生。ぼんやりとした所があるが、母、朋美の様子が変化したのが、同窓会に行ったのがきっかけとなっている事を察しているなど、勘が鋭い一面がある。

### 杉山家
杉山浩介〈45〉
演 - 高橋克典（15歳：出町勇人）
牧ノ台中学校の卒業生。妻子を持つ警視庁の組織犯罪対策部五課の刑事。佳奈子とは共に交番で勤務していたことがきっかけで結婚した。多忙な日々ゆえ、息子の事は妻に任せっきりとなってしまっている。仕事では強面の暴力団連中に引けを取らない迫力で、果敢に立ち向かうが、不器用な性格。同窓会で再会した朋美に再び惹かれていくが、同級生の福島を刑事ではなく、友人として探し始め、朋美との恋の影響でバラバラになっていく家庭に苦悩していく。
とある事件の犯人を追っていた際、偶然朋美に遭遇してしまったことがきっかけで犯人に負傷させられてしまった上、それを期に警視庁から左遷扱いの形で所轄への異動をさせられ、それを聞いた佳奈子から責められた上、息子大地にまで突き放されてしまう。それがきっかけで朋美と駆け落ちをする形で遠出の旅に出る。
暫くは遠出先の宿泊施設で過ごしていたが、大久保が倒れたのを機に全てを家族に打ち明ける事を決意、東京に帰ると大久保を見舞った後、自宅へ戻る。
大久保の死後は、互いに会う事が許されたら、毎年大久保の葬儀の日に待ち合わせの場所で会う約束を朋美と交わし、1度は朋美と別れた。
最終話のラスト辺りで腕時計を見ながら警察署を出て何処かへ向かうシーンがあるが、朋美に会いに行ったかは定かではない。
杉山大地〈15〉
演 - 竹内寿
杉山の長男で、中学三年生。母思いで、父の危険な仕事が母の心配の種であることに苛立ちを覚えており、それが元で父に反発的な態度を取る。
ひょんな事がきっかけで、朋美の娘、彩と知り合い、父の不倫を疑い始める。
杉山佳奈子〈37〉
演 - 須藤理彩
杉山の妻で専業主婦。かつては夫と同じ交番に勤務する婦人警察官だったが、結婚を期に専業主婦となった。多忙な夫が家庭を顧みない事は半ば諦め気味で一人息子・大地の高校受験に情熱を注ぐ。
夫の不貞に気付き始めたのを気に彼女の中で何かが崩壊し始め、徐々に恐ろしい感情が生まれていく。

### 西川家
西川陽子〈45〉
演 - 斉藤由貴（15歳：三浦透子）
牧ノ台中学校の卒業生。専業主婦だが、外食グループを経営する夫、正隆がおり、高級マンションでセレブな生活を送っている。1児の母だが血は繋がっておらず、正隆の愛人との間に出来た娘を引き取って育てているがあまり仲は良くなかったが、正隆との離婚を決心した事などの数々のきっかけが重なり、急速に距離が縮まって行く。
中学時代は勉強一筋の地味な少女であり、同級生の杉山に想いを寄せていたが、同じく想いを寄せていた朋美には敵わないと半ば諦めて朋美に譲る形を取っていた。
西川正隆〈47〉
演 - 神保悟志
陽子の夫。外食チェーン社長。
西川真奈
演 - 熊田聖亜
正隆が愛人に生ませた娘で、かなり我が儘な性格。

### 大久保家
大久保真一〈45〉
演 - 三上博史（15歳：栗田将輝）
牧ノ台中学校の卒業生。雑誌『週刊プライム』の編集長。色物のワイシャツを着ていることが多い。持病が有るため、薬とペットボトルの水が欠かせない。
江川麻美〈41〉
演 - 芳本美代子
別居中の妻。
広告クリエイティブを手がけるキャリアウーマン。

### 牧ノ台中学校の出身者
亀村太一〈45〉
演 - 六角精児
居酒屋「亀ちゃん」店主。朋美たちの同級生。
福島和彦〈45〉
演 - 尾美としのり
国交省官僚。朋美たちの同級生。駆け落ちをして失踪する。
板倉真理子〈45〉
演 - 宮地雅子
主婦。朋美たちの同級生。

### 警視庁
竹原俊太
演 - 八神蓮
杉山の部下。
警視庁部長
演 - 伊藤高
杉山の上司。
飯塚
演 - 長谷川公彦
課長。杉山の上司。

### その他
寅田富士子
演 - 高橋ひとみ
大久保の担当医。
菊川早苗
演 - 野波麻帆
西川の愛人。
高村亜紀
演 - 眞野裕子
女子アナ。大久保の元恋人。
大野真弓
演 - 大島蓉子
光和大学付属病院の社員食堂のパート。朋美のパート仲間。
大久保の上司
演 - 春海四方

島田珠恵
演 - 佐藤詩子
光和大学付属病院の社員食堂のパート。
浩太
演 - 鈴木勝吾
「亀ちゃん」の従業員。

## スタッフ
- 脚本 - 井上由美子[5]
- 音楽 - 神坂享輔
- 演出 - 藤田明二、高橋伸之、秋山純
- 主題歌 - 阪井あゆみ「ex-lover」[6]（EMIミュージック・ジャパン）
- プロデューサー - 黒田徹也（テレビ朝日）、清水真由美（MMJ）
- 制作 - テレビ朝日、MMJ

## 放送日程
- 初回と最終回は15分拡大（21:00 - 22:09）。
- 最終回の拡大放送は同枠では『黒革の手帖』以来。
- 同枠で平均視聴率が14%を上回ったケースは『けものみち』以来で、最終回が15%以上を上回ったケースは『熟年離婚』以来。

| 各話                                                     | 放送日        | サブタイトル                          | 演出     | 視聴率 |
| -------------------------------------------------------- | ------------- | ------------------------------------- | -------- | ------ |
| 第1話                                                    | 2010年4月22日 | 30年ぶりの再会…事件が始まり私は壊れた | 藤田明二 | 14.8%  |
| 第2話                                                    | 2010年4月29日 | 愛と裏切りの捜索旅行                  | 藤田明二 | 15.4%  |
| 第3話                                                    | 2010年5月06日 | 家族を騙すピクニック                  | 高橋伸之 | 12.2%  |
| 第4話                                                    | 2010年5月13日 | 引き返せない恐怖の愛                  | 秋山純   | 13.5%  |
| 第5話                                                    | 2010年5月20日 | 恋の罰…神様、許して                   | 高橋伸之 | 14.0%  |
| 第6話                                                    | 2010年5月27日 | さようなら、あなた                    | 秋山純   | 12.6%  |
| 第7話                                                    | 2010年6月03日 | もう、逃げるしかない                  | 秋山純   | 15.1%  |
| 第8話                                                    | 2010年6月10日 | 私、恋で人生を捨てる                  | 高橋伸之 | 15.2%  |
| 最終話                                                   | 2010年6月17日 | 私たちの、愛と死…最後の選択           | 秋山純   | 17.8%  |
| 平均視聴率 14.5%（視聴率はビデオリサーチ調べ、関東地区） |               |                                       |          |        |

## 遅れネット局
- BSS山陰放送（TBS系列） - 2010年9月6日から月曜〜木曜日13:55 - 15:45の2話集中放送。

| テレビ朝日系 木曜ドラマ                                | テレビ朝日系 木曜ドラマ                                  | テレビ朝日系 木曜ドラマ                     |
| 前番組                                                 | 番組名                                                   | 次番組                                      |
| ------------------------------------------------------ | -------------------------------------------------------- | ------------------------------------------- |
| エンゼルバンク〜転職代理人 （2010年1月14日 - 3月11日） | 同窓会〜ラブ・アゲイン症候群 （2010年4月22日 - 6月17日） | 警視庁継続捜査班 （2010年7月22日 - 9月9日） |

## 韓国リメイク版
2012年4月25日から『러브 어게인（ラブ・アゲイン）』というタイトルで、JTBCにて放送された。邦題は『ラブ・アゲイン症候群』となっている。

### 出演
- イム・ジヒョン（宮沢朋美に相当） - キム・ジス
- ソ・ヨンウク（杉山浩介に相当） - リュ・ジョンハン
- キム・ミヒ（西川陽子に相当） - イ・アヒョン
- イ・テジン（大久保真一に相当） - チェ・チョルホ
- チョン・ソンギュ（宮沢誠一郎に相当） - チョン・ノミン
- オ・スジン（杉山佳奈子に相当） - チョン・ヘス
- ソン・インス（西川正隆に相当）
- ナム・シヨン（江川麻美に相当） - ユン・ダギョン
- ヤン・ジョンハ（亀村太一に相当） - オ・ジェイク
- キム・ウチョル（福島和彦に相当） - キム・ジングン
- パク・ソンジュ（板倉真理子に相当） - ユン・イェヒ